# Mas du Viala Ponsonnenc
Le mas du Viala Ponsonnenc est un édifice situé à Saint-Frézal-de-Ventalon, en France.

## Localisation
L'édifice est situé sur la commune de Saint-Frézal-de-Ventalon, dans le département français de la Lozère.

## Historique
L'édifice est inscrit au titre des monuments historiques en 2007.